# Sedszunofertum
Sedszunofertum (šd-sw-nfr-tm; „Nofertum menti meg őt”) ókori egyiptomi pap, Ptah főpapja a XXI. dinasztia uralkodásának végén, a XXII. dinasztia elején.
Apja Anhefenszahmet, szintén Ptah főpapja, anyja Tasepenesze, Ptah háremének elöljárója, Mut papnője. Sedszunofertumnak két felesége ismert, egyikük Mehitenweszhet, aki valószínűleg Nimlot és Tentszepeh lánya, így I. Sesonk fáraó testvére. A másik feleség Tentszepeh, aki lehet, hogy II. Paszebahaenniut lánya.
Sedszunofertumot említik a Berlin 23573 leltári számú sztélén szereplő Anhefenszahmet genealógiája címen ismert szövegben maradt fenn, melyet egy leszármazottja készített a XXII. dinasztia idején.

## Fordítás
- Ez a szócikk részben vagy egészben  a   Shedsu-nefertum című angol Wikipédia-szócikk ezen változatának fordításán alapul.  Az eredeti cikk szerkesztőit annak laptörténete sorolja fel. Ez a jelzés csupán a megfogalmazás eredetét és a szerzői jogokat jelzi, nem szolgál a cikkben szereplő információk forrásmegjelöléseként.